# Hrubieszów (comune rurale)
Hrubieszów è un comune rurale polacco del distretto di Hrubieszów, nel voivodato di Lublino.
Ricopre una superficie di 259,2 km² e nel 2004 contava 10 958 abitanti.
Il capoluogo è Hrubieszów, che non fa parte del territorio ma costituisce un comune a sé.